# Seita Watanabe
Seita Watanabe (japanisch 渡邉 聖太 Watanabe Seita; * 25. Dezember 2000 in Fukushima, Präfektur Fukushima) ist ein japanischer Tennisspieler.

## Karriere
Watanabe spielte zwischen 2015 und 2018 auf der ITF Junior Tour. Er war dabei vor allem im Doppel erfolgreich, wo er 11 Titel gewann, darunter 2018 auch einen der Kategorie Grade 2, während er im Einzel nur drei niedriger dotierte Titel der Grade 4 und Grade 5 gewann. In der Junioren-Rangliste erreichte er mit Platz 78 seine höchste Notierung.
Bei den Profis spielte Watanabe ab 2019 regelmäßig. Er schloss sein erstes Profijahr im Doppel in den Top 1000 der Tennisweltrangliste ab und gewann seinen ersten Titel auf der ITF Future Tour. In den Folgejahren war er weiterhin vor allem im Doppel erfolgreich. 2021 gewann er zwei Futures im Doppel, 2022 und 2023 waren es jeweils drei Titel. Das Jahr 2022 beendete er dabei mit Platz 320 hoch genug, um häufiger an Turnieren der ATP Challenger Tour teilzunehmen. Dennoch spielte er auch 2023 weiterhin Futures. Mit den Punkten kam er damit im Juli 2023 bis Platz 287 im Doppel. Mit Platz 915 gelang ihm in diesem Jahr erstmals auch der Sprung in die Top 1000 der Einzel-Rangliste. Sein Debüt auf der ATP Tour gab Watanabe im Oktober 2023 in Tokio. Obwohl er mit seinem Partner Takeru Yuzuki eigentlich schon in der Qualifikation verloren hatten, rückten sie als Lucky Loser ins Hauptfeld nach, wo sie gegen die späteren Finalisten Jamie Murray und Michael Venus verloren.

## Erfolge
| Legende (Anzahl der Siege) |
| Grand Slam                 |
| ATP Finals                 |
| ATP Tour Masters 1000      |
| ATP Tour 500               |
| ATP Tour 250               |
| ATP Challenger Tour (2)    |

### Doppel

#### Turniersiege
| Nr. | Datum            | Turnier    | Belag     | Partner       | Finalgegner                            | Ergebnis  |
| --- | ---------------- | ---------- | --------- | ------------- | -------------------------------------- | --------- |
| 1.  | 27. April 2024   | Concepción | Sand      | Takeru Yuzuki | Patrick Harper David Stevenson         | 6:4, 7:66 |
| 2.  | 9. November 2024 | Matsuyama  | Hartplatz | Takeru Yuzuki | Nicolas Moreno de Alboran Jose Statham | 6:4, 6:3  |